# Nombre de Chandrasekhar
El nombre de Chandrasekhar (Q) és un nombre adimensional que s'utilitza en la convecció magnètica per representar la relació entre la força de Lorentz amb la viscositat. Es diu així en honor de l'astrofísic hindi Subrahmanyan Chandrasekhar.
La funció principal d'aquest nombre és com una mesura del camp magnètic, que és proporcional al quadrat d'un camp magnètic característic d'un sistema.
El nombre Chandrasekhar està motivat per una forma adimensional de l'equació de Navier-Stokes en presència d'una força magnètica en les equacions de la magnetohidrodinàmica:
{\displaystyle {\frac {1}{\sigma }}\left({\frac {\partial ^{}\mathbf {u} }{\partial t^{}}}\ +\ (\mathbf {u} \cdot \nabla )\mathbf {u} \right)\ =\ -{\mathbf {\nabla } }p\ +\ \nabla ^{2}\mathbf {u} \ +{\frac {\sigma }{\zeta }}{Q}\ ({\mathbf {\nabla } }\wedge \mathbf {B} )\wedge \mathbf {B} }
on {\displaystyle \ \sigma } és el nombre de Prandtl, i{\displaystyle \ \zeta } és el nombre de Prandtl magnètic.
El nombre de Chandrasekhar es defineix de la següent manera:
{\displaystyle {Q}\ =\ {\frac {{B_{0}}^{2}d^{2}}{\mu _{0}\rho \nu \lambda }}}
on: 
- {\displaystyle \ \mu _{0}} = permeabilitat magnètica,
- {\displaystyle \ \rho } = densitat del fluid,
- {\displaystyle \ \nu } = viscositat cinemàtica,
- {\displaystyle \ \lambda } = difusivitat magnètica,
- {\displaystyle \ B_{0}} = camp magnètic característic,
- {\displaystyle \ d} = escala de longitud del sistema.

Està relacionat amb el nombre de Hartmann (H), per la relació:
{\displaystyle Q\ {=}\ H^{2}\ }